# Chant II de l'Enfer
 (décembre 2022).
Si vous disposez d'ouvrages ou d'articles de référence ou si vous connaissez des sites web de qualité traitant du thème abordé ici, merci de compléter l'article en donnant les références utiles à sa vérifiabilité et en les liant à la section « Notes et références ».
Le Chant II de l'Enfer est le deuxième chant de l'Enfer de la Divine Comédie du poète florentin Dante Alighieri. Il sert de préface  au cantica, le vrai voyage vers l'Enfer ne commençant qu'au Chant III. Le chant se déroule dans une forêt, nous sommes dans la nuit entre 7 et le 8 avril 1300 (Vendredi saint), ou, selon d'autres commentateurs, entre le 24 et le 25 mars 1300 (anniversaire de l'Incarnation de Jésus Christ).

## Incipit

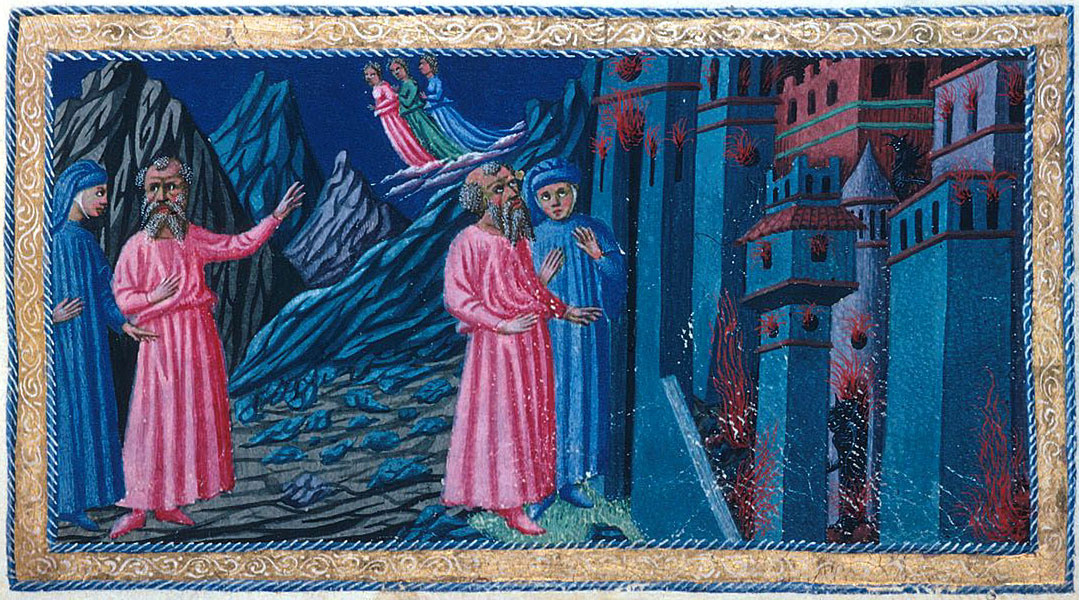
Priamo della Quercia, illustration du.

« Canto secondo de la prima parte ne la quale fa proemio a la prima cantica cioè a la prima parte di questo libro solamente, e in questo canto tratta l’auttore come trovò Virgilio, il quale il fece sicuro del cammino per le tre donne che di lui aveano cura ne la corte del cielo. »

— Incipit du Chant II de l'Enfer,

## Lieux et personnages
- Lieu : La forêt
- Lieu cité : Rome
- Personnages présents ou cités : Muses, Énée, Silvius, Paul de Tarse, Beatrice, Marie, Lucie, Rachel.

## Synthèse
Après s'être perdu dans la forêt et avoir rencontré Virgile dans le premier chant, Dante s'arrête, il commence à s'inquiéter des difficultés que va entraîner son voyage. Virgile dissipe ses craintes et lui parle d'une vierge Sainte qui le voyant égaré dans la forêt l'a recommandé à Lucie qui elle l'a recommandé à Beatrice qui elle-même est venu trouver Virgile dans les Limbes (« J'étais parmi ceux qui sont en suspens. »). Une fois rassuré, Dante repart pour son voyage vers l'Enfer avec encore plus de volonté, en suivant les pas de Virgile qui est devenu son « guide ».
Le véritable voyage de Dante vers l'Enfer commence au chant qui suit, si le Chant I de l'Enfer est considéré comme un préambule à la totalité de l'œuvre de la Divine Comédie, le second chant est lui considéré comme une préface (un proemio (it)) au cantica de l'Enfer. Dans ce chant, Dante exprime d'abord ses doutes et ses inquiétudes au fait d'entreprendre un voyage en Enfer, il est rassuré par Virgile (mandé par Beatrice) qui l'accompagnera.

### Vue générale
« Le jour dont la naissance est indiquée dans le premier chant tire vers sa fin. Le poëte hésite sur le point de descendre aux Enfers ; mais son guide le rassure, en lui apprenant que Béatrix est descendue du ciel pour l’envoyer à lui. Alors ils s’avancent tous deux vers les souterrains. »

## Analyse du chant

### Les doutes et les craintes de Dante - vv. 1-42

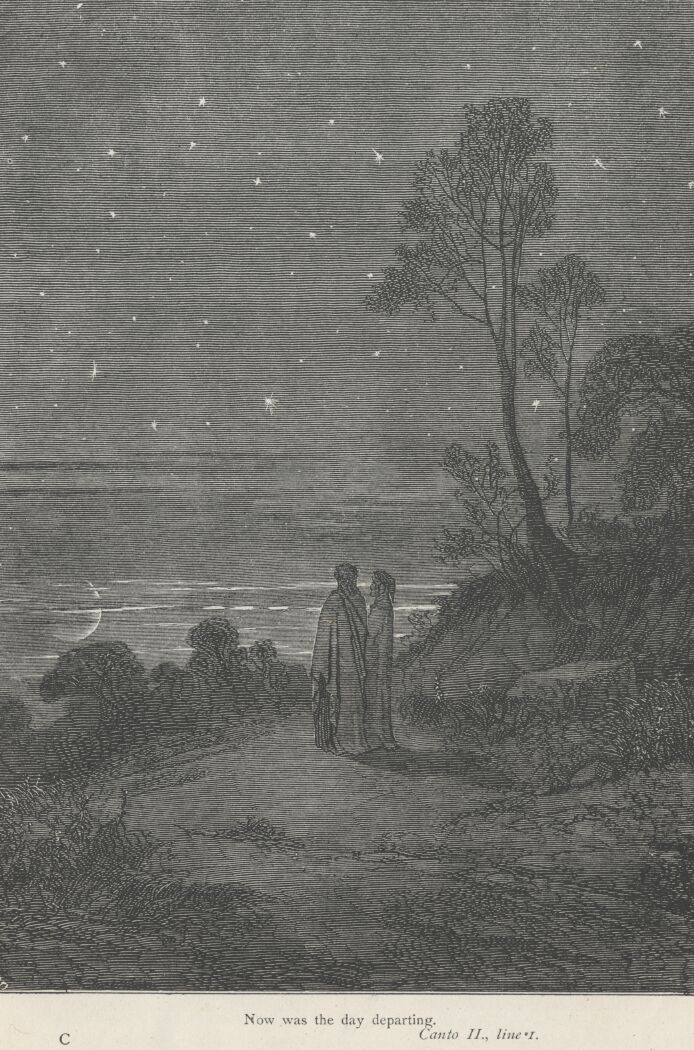
La nuit tombante au début du voyage, illustration de Gustave Doré.

Dante, après avoir passé une nuit et un jour entre la forêt et la pente de la colline, vers le soir commence son voyage vers l'au-delà. Tous se reposent sur la terre, seul Dante s'apprête à un entreprendre un dur voyage (« les épreuves du chemin et de la pitié ») peut-être supérieur à ses forces. 
Ce second chant sert de proemio (it) (préface) à l'Enfer, Dante y invoque les Muses pour l'aider dans la tâche difficile dans laquelle il s'apprête à se lancer et de l'aider à se rendre compte de ses propres erreurs et de ce qu'il voit : ici on peut voir la noblesse et les talents de poète de l'homme.
Cette réflexion sur la grandeur de son esprit entraîne pour Dante une réflexion sur sa vertu et sa force : il demande au maître (le poète qui le guide) de regarder « si elle est puissante », c'est-à-dire si elle est à la hauteur, avant de partir pour ce « difficile passage » (le terme « voyage difficile » serait ici plus approprié pour le chant plutôt que de se référer à la tâche difficile de reporter sur écrit ce qu'il voit).
Dante cite d'autres personnages qui ont eu l'expérience de l'autre monde alors qu'ils étaient encore en vie et mortel :
- Énée, père de Silvius (« ancêtre de Silvius ») qui a durant les Enfers grecs accompagné Sibylle de Cumes lors de sa descente aux Enfers : si Dieu (l'adversaire de tous les vices) l'a accordé c'est parce qu'il savait la grande tâche qui l'attendait, la fondation de Rome, Caput mundi (Capitale du monde) et du siège de l'Église apostolique (le lieu saint) « (où) siège le successeur du grand Pierre. » Il était loin d'être sans valeur, et durant son voyage dans l'autre monde, « il entendit des choses qui furent cause de sa victoire et du manteau papal. »
- Le « Vase d'élection » (Vas d'elezione) où Saint Paul (il raconte dans son deuxième épître aux Corinthiens, qu'il a été ravi au troisième ciel) avait la tâche de Dieu de provoquer le réconfort de la foi chrétienne (« monta au ciel pour en rapporter un nouvel appui à cette foi »), ayant le besoin à ses origines de confirmation et de courage.

« Ma io, perché venirvi? o chi 'l concede?

Io non Enëa, io non Paulo sono;

me degno a ciò né io né altri 'l crede. »
— (vv. 31-33) (it)

« Mais moi, pourquoi y viendrais-je ? ou qui le permet ? 

Je ne suis ni Enée, ni Paul : 

digne de cela ni moi ni aucun autre ne me croit. »

— (vv.31-33) (fr)
Dante n'est pas considéré comme digne de ce voyage (ni lui ni personne d'autre), car il craint que « folle ne soit ma venue ».  
Ainsi sur cette côte obscure, et Dante « tel que celui qui ne veut plus ce qu’il voulait » et « par nouveaux pensers », change d'avis « abandonnant, (...) l'entreprise si vite commencée. ».

### Réconfort de Virgile et secours de trois dames - vv. 43-126

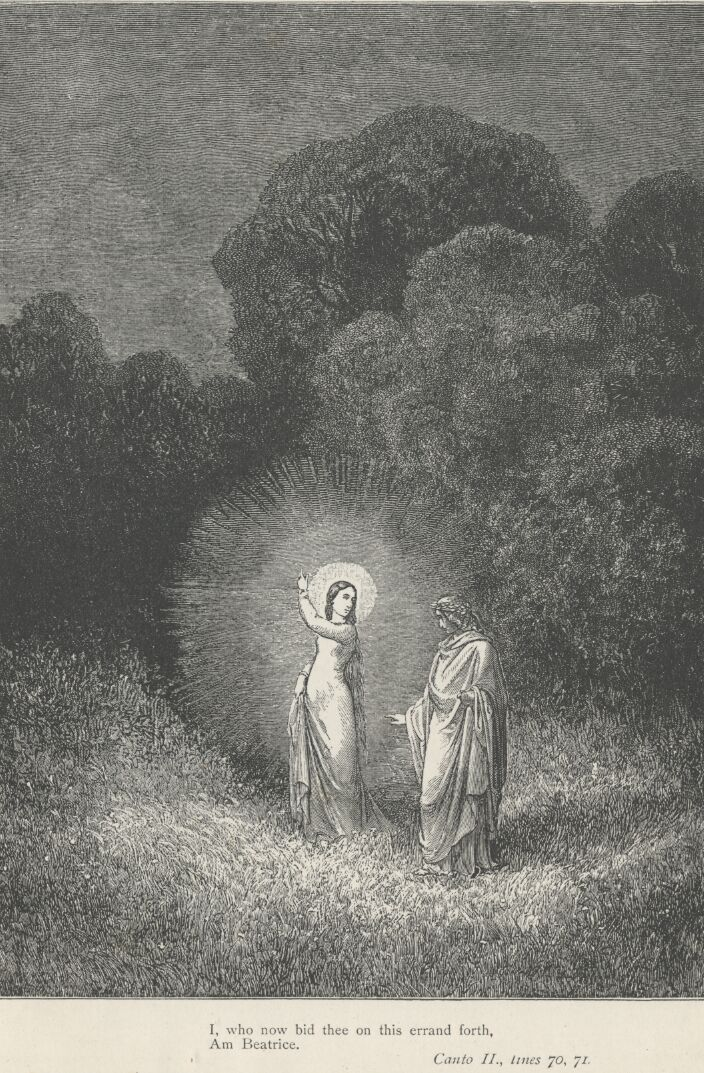
Rencontre avec Beatrice, illustration de Gustave Doré.

Virgile ne tarde pas à donner sa réponse : « Si j’ai bien entendu ta parole, répondit cette ombre magnanime, ton âme est atteinte de lâcheté : laquelle souvent, oppressant l’homme, le détourne d’une noble entreprise , comme une fausse vision l’animal ombrageux. Pour te délivrer de cette crainte, je te dirai pourquoi je suis venu, et ce que j’entendis quand premièrement j’eus pitié de toi. »
Alors commence l'explication de ce qu'il est arrivé à Virgile pendant que Dante été perdu dans la forêt, avec une analyse avec plusieurs d'éléments que dans le Chant I.
Virgile était « parmi ceux qui sont en suspens » (dans les Limbes), quand il a été appelé par « une femme bienheureuse, et si belle que de me commander je la priais. », qui lui a donné spontanément le désir d'être commandé et d'obéir. Virgile n'indique pas tout de suite qu'il s'agît de la figure angélique de Beatrice qui fait donc son entrée dans le poème de manière indirect.
« Ses yeux brillaient plus que le soleil, et d’un parler suave et calme, avec une voix angélique, elle me dit : 
— O mon âme courtoise du Mantouan dont la renommée Entre encore, dans le monde, et autant que le monde durera : mon ami, et non de la fortune, est, sur la ponte déserte, tellement empêché dans le chemin, que de peur il s’est retourné, et je crains qu’il ne soit déjà égaré, et que tard je me sois levée pour le secourir, d’après ce que j’ai entendu de lui dans le ciel. Va donc, et avec ta parole ornée, avec tout ce qui sera de besoin pour qu’il échappe, aide-le, de sorte que je sois consolée. Moi qui t’envoie, je suis Béatrice : je viens d’un lieu où je désire retourner : l’amour me fait parler et me conduit. Quand je sciai devant mon Seigneur, souvent je me louerai de toi. »
Analyse de l'extrait ci-dessus : 
1. ↑  Honnête, gentille et gracieuse.
2. ↑  Du Mantouan, ville de Mantoue.
3. ↑  Captatio benevolentiae.
4. ↑  On parle ici de Dante.
5. ↑  Désintéressement pour la fortune de la part de Dante, l'interprétation de ce vers est pourtant ambigüe. Il est souvent paraphrasé comme une note à l'amour divin et aux liens spirituels.
6. ↑  La forêt.
7. ↑  Crainte qu'il ne soit déjà trop tard pour l'aider.
8. ↑  L'art de la rhétorique, référence à la poésie.
9. ↑  Ce terme est volontairement ambigu, il pourrait s'agir de l'amour de Dante, de la charité, ou encore de Dieu Lui-même.

Virgile répond avec enthousiasme à ce qu'il appelle « femme de telle vertu », la vertu par laquelle l'espèce humaine (un cercle étroit) s'élève au-dessus du ciel, il lui dit que son commandement est agréable et que pour cette raison il ne peut pas attendre d'obéir, il lui demande : « mais dis-moi pourquoi tu ne crains pas de descendre en ce centre infime, de l’ample lieu où tu brûles de retourner. ».

Réponse de Beatrice : 

« Puisque tu veux savoir si à fond pourquoi je ne crains pas devenir ici, brièvement je te le dirai, me répondit-elle.
On ne doit craindre que les choses qui ont puissance, de nuire : les autres, non ; en elles, nul sujet de peur. Par sa grâce Dieu m’a ainsi faite que votre misère ne m’atteint pas, et que la flamme de cet incendie ne m’assaille point. Dans le ciel est une femme bénigne, qu’émeut de tant de pitié l’empêchement où je t’envoie, qu’elle a brisé là-haut le dur jugement et s’adressant à Lucia, l’a priée, disant : — Maintenant a besoin de toi ton fidèle, et je te le recommande.
Lucia, ennemie de tout ce qui est cruel, vint au lieu où j’étais assise avec Tantiquo Rachel, et dit : — Béatrice, vraie louange de Dieu, que ne secours-tu celui qui t’aima tant que par toi il sortit de la troupe vulgaire ? N’entends-tu point l’angoisse de sa plainte ? Ne vois-tu point là mort qui le poursuit sur la rive des eaux débordées, plus terribles que la mer ? — Nul au monde ne fut jamais si prompte à faire son bien et à fuir son mal, qu’après ces paroles je le fus à venir ici-bas de mon heureux séjour, me fiant au sage parler qui t’honore et ceux qui l’ont ouï... »

— Réponse de Beatrice.
Analyse de l'extrait ci-dessus : 
1. ↑  Les flammes de l’Enfer, à l’entrée duquel sont situés les Limbes où habite Virgile.
2. ↑  Probablement la Vierge Marie.
3. ↑  La Clémence divine, selon les commentateurs ; — l’empêchement où je t’envoie, c’est-à-dire les empêchements qui arrêtent Dante, au secours de qui elle l’envoie.
4. ↑  Sainte Lucie, vierge et martyre, qu’on retrouve ensuite dans le Ciel, assise en face d’Adam, — Parad. XXXII, terc. 46. Elle paraît être ici le symbole de la grâce divine.
5. ↑  Dans le Convivio III, 9 15-16 ; Dante dit qu'il avait une maladie oculaire grave qui a nécessité l'aide de la sainte patronne des yeux.
6. ↑  Les paroles de Lucie se retrouve dans le récit de Dante, en passant d'abord par Beatrice puis par Virgile.
7. ↑  Comme Dieu ne peut être parfaitement connu que par sa profonde intelligence, sa sagesse, que figure Béatrice, il ne saurait être dignement loué que par elle.
8. ↑  De nouveau sur le thème de l'amour spirituel qui soulève les hommes.
9. ↑  Peut-être une métaphore des « tourbillons de l'existence ».

Béatrice répond alors brièvement qu'elle ne craint pas l'enfer, car ce n'est pas une mauvaise chose pour elle, en tant que créature divine, puisque les flammes de ce « 'ncendio  » n'ont aucun effet sur elle. Il y a une femme au Paradis (probablement la Vierge) qui est désolée de l'empêchement où elle envoie Virgile et qui avec sa miséricorde brise le sévère jugement divin ; elle demande à Lucie de protéger ce fidèle. Puis Lucie alla vers Béatrice, assise à côté de Rachel, et lui parla : (paraphrase) « Béatrice, véritable louange de Dieu, pourquoi ne soutiens-tu pas celui qui t'a tant aimée et qui pour toi est sorti de la foule vulgaire ? Ne ressens-tu pas la douleur de ses pleurs, ne vois-tu pas comment il combat la mort sur le fleuve où la mer ne prévaut pas ? ». Béatrice explique ensuite comment elle s'est empressée de descendre de son piédestal béni en se fiant à la loquacité honnête de Virgile, qui l'honore et honore ceux qui l'écoutent.
Ayant fini de rapporter le discours de Béatrice, Virgile poursuit : il avait senti ses yeux pleurer après le discours suave de Béatrice et était immédiatement venu à Dante, comme elle l'avait souhaité ; il l'avait emmené loin de cette bête (la louve), qui l'avait empêché de prendre le court chemin vers la montagne. Il commence alors à aiguillonner Dante, lui demandant ce qu'il en est, pourquoi (répété deux fois) il tarde ; pourquoi il a dans son cœur une telle lâcheté sans audace ni franchise, alors que trois femmes bénies prennent soin de lui dans la cour céleste, et que le beau raisonnement que Virgile lui a raconté jusqu'ici promet tant de bien ?
Le voyage de Dante répond aussi à un dessein providentiel, comme ceux d'Énée et de saint Paul. Voulue par Dieu, elle n'est pas seulement une conquête et une élection personnelles, mais elle se configure aussi, dans ses aspects généraux, comme le cheminement de l'humanité entière vers la paix et la justice.

### La confiance retrouvée de Dante - vv. 127-142

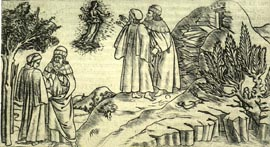
Virgile montre à Dante, Beatrice dans le ciel (Baccio Baldini).

Rassuré par ces paroles, Dante retrouve sa confiance et son courage « Comme les tendres fleurs inclinées et fermées par la gelée nocturne lorsque le soleil blanchit relèvent leur tige et s’ouvrent ». Sans aucune hésitation, il remercie Beatrice (« compatissante ») et Virgile (« courtois ») qui est prêt à le suivre dans son voyage difficile, comme il l'avait décidé auparavant. « Va donc ; à tous deux est un seul vouloir : tu es guide, seigneur, maître !... », le terme « maître » correspond à celui qui résout les doutes et qui prend les décisions.
Ainsi Dante commence son véritable voyage vers l'enfer : « j'entrai dans le chemin profond et sauvage. ».